# Abigail Solomon-Godeau
Abigail Solomon-Godeau (* 6. Januar 1948 in New York City) ist eine US-amerikanische Kunstkritikerin, Kunsthistorikerin und emeritierte Hochschullehrerin.

## Leben und Werk
Abigail Solomon-Godeau ist eine Kunstkritikerin und Kunsthistorikerin, die bis zu ihrer Emeritierung an der University of California, Santa Barbara gelehrt hat. Ihre Arbeitsschwerpunkte sind feministische Theorie, Fotografie, französische Kunst des 19. Jahrhunderts sowie zeitgenössische Kunst.

## Schriften
- Photography at the Dock. Essays on Photographic History, Institution, and Practices, University of Minnesota Press, Minneapolis 1991. ISBN 978-0-8166-1913-9.
- Male Trouble. A Crisis in Representation, Thames & Hudson, London 1999. ISBN 978-0-5002-8037-9.
- (mit Gabriele Schor als Hrsg.): Birgit Jürgenssen, Hatje Cantz, Ostfildern 2009, ISBN 978-3-7757-2460-9.
- Chair à canons. Photographie, discours, féminisme, Le textuel, Paris 2016, ISBN 978-2-84597-548-4.
- Photography after Photography. Gender, Genre, History, Duke University Press, Durham, London 2017. ISBN 978-0-8223-6266-1.